# Saint-Just-en-Bas
Saint-Just-en-Bas és un municipi francès situat al departament del Loira i a la regió d'Alvèrnia-Roine-Alps. L'any 2007 tenia 311 habitants.

## Demografia

### Població
El 2007 la població de fet de Saint-Just-en-Bas era de 311 persones. Hi havia 120 famílies de les quals 32 eren unipersonals (20 homes vivint sols i 12 dones vivint soles), 28 parelles sense fills, 44 parelles amb fills i 16 famílies monoparentals amb fills.
La població ha evolucionat segons el següent gràfic:
Habitants censats

### Habitatges
El 2007 hi havia 211 habitatges, 129 eren l'habitatge principal de la família, 73 eren segones residències i 9 estaven desocupats. 201 eren cases i 9 eren apartaments. Dels 129 habitatges principals, 108 estaven ocupats pels seus propietaris, 13 estaven llogats i ocupats pels llogaters i 8 estaven cedits a títol gratuït; 1 tenia una cambra, 3 en tenien dues, 17 en tenien tres, 31 en tenien quatre i 77 en tenien cinc o més. 81 habitatges disposaven pel capbaix d'una plaça de pàrquing. A 54 habitatges hi havia un automòbil i a 56 n'hi havia dos o més.

### Piràmide de població
La piràmide de població per edats i sexe el 2009 era:
| Homes | Edats   | Dones |
| ----- | ------- | ----- |
| 0     | 95 o +  | 0     |
| 0     | 90 a 94 | 0     |
| 0     | 85 a 89 | 8     |
| 0     | 80 a 84 | 0     |
| 0     | 75 a 79 | 12    |
| 8     | 70 a 74 | 20    |
| 12    | 65 a 69 | 16    |
| 8     | 60 a 64 | 12    |
| 4     | 55 a 59 | 0     |
| 24    | 50 a 54 | 8     |
| 4     | 45 a 49 | 8     |
| 24    | 40 a 44 | 0     |
| 12    | 35 a 39 | 12    |
| 8     | 30 a 34 | 12    |
| 8     | 25 a 29 | 8     |
| 0     | 20 a 24 | 0     |
| 8     | 15 a 19 | 12    |
| 16    | 10 a 14 | 0     |
| 4     | 5 a 9   | 8     |
| 8     | 0 a 4   | 8     |

## Economia
El 2007 la població en edat de treballar era de 186 persones, 136 eren actives i 50 eren inactives. De les 136 persones actives 130 estaven ocupades (81 homes i 49 dones) i 6 estaven aturades (3 homes i 3 dones). De les 50 persones inactives 20 estaven jubilades, 13 estaven estudiant i 17 estaven classificades com a «altres inactius».

### Ingressos
El 2009 a Saint-Just-en-Bas hi havia 127 unitats fiscals que integraven 311,5 persones, la mediana anual d'ingressos fiscals per persona era de 13.221 €.

### Activitats econòmiques
Dels 10 establiments que hi havia el 2007, 1 era d'una empresa alimentària, 1 d'una empresa de fabricació d'altres productes industrials, 2 d'empreses de construcció, 2 d'empreses de comerç i reparació d'automòbils, 2 d'empreses d'hostatgeria i restauració i 2 d'empreses de serveis.
Dels 4 establiments de servei als particulars que hi havia el 2009, 1 era un taller de reparació d'automòbils i de material agrícola, 1 paleta, 1 fusteria i 1 restaurant.
L'únic establiment comercial que hi havia el 2009 era una botiga de menys de 120 m².
L'any 2000 a Saint-Just-en-Bas hi havia 42 explotacions agrícoles que ocupaven un total de 702 hectàrees.

## Equipaments sanitaris i escolars
El 2009 hi havia una escola elemental.

## Poblacions més properes
El següent diagrama mostra les poblacions més properes.